# Vornholz
Vornholz est une ancienne commune autrichienne du district de Hartberg en Styrie.